# Libava
Libava (deutsch Liebau) ist eine Wüstung im westböhmischen Slavkovský les (Kaiserwald). Sie gehört zum Ortsteil Dvorečky der Stadt Kynšperk nad Ohří (Königsberg an der Eger) im Okres Sokolov.

## Geographie
Libava befand sich vier Kilometer südöstlich von Kynšperk nad Ohří am nordwestlichen Rand des Slavkovský les. Das Dorf erstreckte sich in einem seichten Tal linksseitig des Baches Malá Libava (Kleine Liebau). Durch die Wüstung führt die Staatsstraße II/212 zwischen Zlatá (Golddorf) und Lázně Kynžvart (Bad Königswart).
Umliegende Orte waren Zlatá im Norden, Dvorečky (Krainhof), Kostelní Bříza (Kirchenbirk) und Bystřina (Reichenbach) im Nordosten, Zadní Domky (Hinterhäuser) und Týmov (Tiefengrün) im Osten, Studánka (Schönbrunn), Mühlpeint und Smrkovec (Schönficht) im Südosten, Milíkov (Miltigau) und Těšov (Teschau) im Süden, Mokřina (Krottensee) und Štědrá (Mülln) im Südwesten, Kamenný Dvůr (Steinhof) und Podlesí (Ebersfeld) im Westen sowie Kolová (Kogerau) im Nordwesten.

## Geschichte
Libava ist eine der wenigen Ortsgründungen slawischen Ursprungs in der Gegend. Die erste urkundliche Erwähnung von Lyba erfolgte um 1370 im Lehnbuch der Landgrafen von Leuchtenberg; anscheinend war das Dorf verödet, im selben Buch wird es auch als Oden Lyba bezeichnet. Im Elbogener Urbar der Grafen Schlick von 1525 wurde das Dorf ebenfalls Lyba genannt. Die nächste Erwähnung unter dem Namen Lieba stammt aus dem Jahre 1542. Bis zum Ende des 16. Jahrhunderts gehörte das Dorf zur königlichen Domäne Stein-Elbogen; mit dem Verkauf der Burg Kinsberg einschließlich der Stadt Königsberg und der zugehörigen Dörfer durch Rudolf II. an seinen Kammerdiener Johann Popp wurde auch Liebau 1596 Teil der Herrschaft Königsberg.
In der Landtafel wurde das Dorf im Jahre 1600 als Liebau, 1604 als Libaw und 1630 als Liba bezeichnet. In der berní rula von 1654 findet sich der Name Liebaw und im Theresianischen Kataster von 1714 die Bezeichnung Liebau. 1825 wurde ein Haus für eine einklassige Dorfschule hergerichtet.
Im Jahre 1845 bestand das im Elbogener Kreis gelegene Dorf Libau bzw. Liebau aus 23 Häusern mit 127 deutschsprachigen Einwohnern. Haupterwerbsquellen bildeten der Feldbau und die Viehzucht. Im Ort gab es eine Schule; abseits lagen zwei Mühlen. Pfarrort war Königsberg. Bis zur Mitte des 19. Jahrhunderts blieb Liebau der Herrschaft Königsberg untertänig.
Nach der Aufhebung der Patrimonialherrschaften bildete Liebau ab 1850 einen Ortsteil der Gemeinde Steinhof im Gerichtsbezirk Falkenau. Ab 1868 gehörte das Dorf zum Bezirk Falkenau.
In den 1880er Jahren löste sich Liebau von Steinhof los und bildete mit dem Ortsteil Krainhof eine eigene Gemeinde. Der tschechische Name Libava ist 1885 erstmals nachweisbar. Die Freiwillige Feuerwehr wurde 1890 gegründet. 1891 konstituierte sich ein landwirtschaftliches Kasino mit 130 Mitgliedern. Außerdem gab es eine Geschäftsstelle der Raiffeisenkasse mit einem weiträumigen Einzugsgebiet. Im Jahre 1900 hatte die Gemeinde 200 Einwohner. Nach dem Ersten Weltkrieg zerfiel der Vielvölkerstaat Österreich-Ungarn, das Dorf wurde 1918 Teil der neu gebildeten Tschechoslowakischen Republik. Beim Zensus von 1921 lebten in den 37 Häusern der Gemeinde 192 Deutsche, davon 99 in Liebau (20 Häuser) und 93 in Krainhof (17 Häuser). 1930 bestand Liebau mit Krainhof aus 36 Häusern und hatte 204 Einwohner. Zu dieser Zeit arbeitete ein Teil der Bewohner in den Kohlebergwerken des Falkenauer Beckens. In Liebau stand eine kleine Kapelle. Außer zwei Mühlen – von denen eine mitten im Dorf und die Liebauer Mühle zwei Kilometer bachaufwärts lag – gab es keine Betriebe in der Gemeinde. Nach dem Münchner Abkommen wurde Liebau 1938 dem Deutschen Reich zugeschlagen und gehörte bis 1945 zum Landkreis Falkenau an der Eger. 1939 lebten in der Gemeinde 195 Personen. Nach der Aussiedlung der deutschen Bewohner nach Ende des Zweiten Weltkrieges wurde die Gemeinde nur schwach wiederbesiedelt. Am 15. Oktober 1946 fasste die tschechoslowakische Regierung den Beschluss zur Errichtung eines Truppenübungsplatzes in der Gegend. Der Ortsteil Krainhof wurde 1947 in Dvorečky umbenannt. Im Zuge der Einrichtung des Truppenübungsplatzes Prameny wurde Libava 1948 gänzlich abgesiedelt. Im Jahre 1949 erfolgte die offizielle Aufhebung der Gemeinde Libava und die Eingemeindung nach Štědrá. Das geräumte Dorf wurde danach bei Militärübungen zerschossen und die Ruinen 1953 bei der Räumung des Militärgebietes dem Erdboden gleichgemacht. Im Jahre 1954 wurde der Truppenübungsplatz Prameny wieder aufgehoben. Erhalten sind Grundmauern und Keller einiger Häuser sowie ein in der zweiten Hälfte des 20. Jahrhunderts als Kafillereistation neu errichtetes Gebäude.

## Ortsgliederung
Libava gehört zum Ortsteil Dvorečky der Stadt Kynšperk nad Ohří.
Die Wüstung ist Teil des Katastralbezirkes Zlatá u Kynšperka nad Ohří.

## Trivia
Volkstümlich wurde Liebau auch Fritschendorf genannt; in den 1930er Jahren trugen sieben der 20 Hausbesitzer den Namen Fritsch. Da vier davon auch noch den Vornamen Josef trugen, war die Postzustellung mitunter nicht einfach.